# Micheline Müller
Micheline Müller (* 1997) ist eine Schweizer Unihockeyspielerin. Sie steht beim Nationalliga-A-Vertreter Zug United unter Vertrag.

## Karriere

### UHC Zugerland
Müller begann ihre Karriere beim UHC Zugerland. 2014 debütierte sie in der ersten Mannschaft des UHC Zugerland in der Nationalliga B.

### Zug United
Nach zwei starken Saisons in der Nationalliga B wurde sie vom Partnerverein Zug United in das Kader der ersten Mannschaft berufen. Am 11. April 2017 gab Zug United die Vertragsverlängerung um ein Jahr bekannt. Ein Jahr später verkündete der Verein, dass Müller weiterhin für Zug United auflaufen wird.
Im Februar 2021 verkündete Zug United, dass Müller ihren Vertrag um eine weitere Saison verlängert hat.